# Lateinisches Reich
Das Lateinische Reich ist eine politische Utopie, die auf den russisch-französischen Philosophen Alexandre Kojève zurückgeht und sich mit der Errichtung eines mächtigen Reichs, „mindestens bestehend aus Frankreich, Spanien und Italien“, befasst. Ungeachtet der faschistischen Vergangenheit Italiens und General Francos Regime in Spanien wurde die Notwendigkeit des Empire latin, zu dt. Lateinisches Reich, aus den beiden Weltkriegen abgeleitet, da nur ein mächtiges, vereintes linksrheinisches Reich im Stande wäre, die Aggressionen des deutschen Erbfeindes auf „ewig“ zu unterbinden. Neben den romanischen Sprachen sollte der Katholizismus dabei als spirituelles Band zwischen den drei Ländern dienen.

## Kojèves Weltanschauung
Der Philosoph Alexandre Kojève, Berater etlicher französischer Ministerien nach dem Zweiten Weltkrieg, sah das Ende von nationalstaatlichen Gebilden eingeläutet. Länder wie etwa Frankreich wären zukünftig nur in größeren politischen Vereinigungen überlebensfähig. Kojève bildete in diesem Zusammenhang den Begriff „Zeitalter der Imperien“, welche sich aus Völkern mit ähnlichen Sprachen sowie artverwandten Mentalitäten herauskristallisieren würden. Frankreich würde in diesem Zusammenhang die Gefahr drohen, „von einem wiedererstarkten Deutschland in eine europäische Statistenrolle verbannt zu werden“.
Mit dem Titel L’Empire latin. Esquisse d’une doctrine de la politique française (zu dt.: Das Lateinische Reich. Skizze einer Doktrin französischer Außenpolitik) verfasste Kojève zunächst im August 1945 ein Memorandum an Charles de Gaulle, den Chef der Provisorischen Regierung Frankreichs, um ihn sowie die französische Öffentlichkeit für die Deutsche Gefahr und deren mögliche Abwehr zu sensibilisieren. 1947 veröffentlichte Kojève dann sein Hauptwerk L’Empire latin (zu dt.: Das Lateinische Reich).
Nach Kojève bedrohten zwei Gefahren das damals vom Weltkrieg schwer verwüstete und wirtschaftlich beinahe ebenso wie Deutschland am Boden liegende Frankreich:
- konkret: Im Zuge des amerikanischen Marshallplanes ein ökonomisch wiedererstarktes Deutschland als Brückenkopf angloamerikanisch-protestantischer Hegemonialpolitik
- ferner: Die Gefahr eines erneut vom rechtsrheinischen Erbfeind ausgehenden Krieges, welcher abermals auf französischem Boden ausgetragen würde und Frankreich gar unter Einbezug thermonuklearer Technologie vernichten könnte.

Das strategische Interesse französischer Politik sollte deshalb darauf ausgerichtet sein, sich sowohl politisch als auch wirtschaftlich gegenüber Deutschland als führende Macht auf dem Kontinent zu behaupten. Nur die Gründung eines Lateinischen Reiches könne dies gewährleisten, so Kojève. Deutschland als erklärter Feindstaat des Lateinischen Reiches (analog zur 1945 verabschiedeten UN-Charta) sollte durch ewigweilende politische Ohnmacht gezwungen werden, ein Agrarstaat zu werden, welcher seine Düngemittel nur aus Frankreich importieren dürfe. Jegliche Stahl- und Chemieproduktion solle strengstens untersagt werden, womit Deutschland letzten Endes lediglich als „Kohlengrube des Lateinischen Reiches“ fungiert und damit die Dominanz der französischen Stahl- und Kriegsindustrie sichern sollte.

## Panlateinische Bestrebungen in Europa

### Historischer Hintergrund
Insgesamt gibt es eine lange Reihe verschiedener Ansinnen, Entwürfe und Projekte, mit denen ein Lateinisches Reich oder zumindest eine Lateinische Union begründet werden sollte, welche sich gegen die als feindlich empfundene Anglosphäre – vor allem aber gegen Deutschland – richtete. Bereits 1880 finden sich politische Berichte über derartige Bestrebungen in den einschlägigen französischen Fachzeitschriften Revue du Monde Latine und der Renaissance Latine, welche die unbedingten Eckpunkte einer „lateinischen Politik“ skizzieren.
Bis zum Spanischen Bürgerkrieg wurde in intellektuellen Zirkeln auch während und nach dem Ersten Weltkrieg diskutiert, inwiefern die Errichtung einer Lateinischen Union realistisch wäre. Die Etablierung faschistischer und den deutschen Nationalsozialisten wohlgesinnter Regime in Spanien und Italien ließen derartige Pläne jedoch vorerst ruhen.

### Gegenwärtiger Hintergrund

#### Lateinische Union
Die internationale Organisation mit Sitz Paris wurde bereits 1954 in Madrid mit konstituierenden Abkommen gegründet. Nicht zuletzt wegen unüberbrückbarer Gegensätze zwischen der freiheitlichen Vierten bzw. Fünften Republik Frankreichs und Francos Militärregime in Spanien existiert die Lateinische Union als funktionierende Institution erst seit 1983 und aufgrund der vorschreitenden gesamteuropäischen Vereinigung ohne größere politische Dimension. Seit der Gründung der Organisation, bestehend aus Ländern, in denen romanische Sprachen gesprochen werden, ist die Zahl der Mitgliedstaaten von 12 auf 35 sprunghaft gestiegen. Deren gemeinsames Ziel ist es, das allgemeine Erbe und die unterschiedlichen Identitäten der lateinischen Sprache in der ganzen lateinischen Welt zu fördern und zu erhalten.
Der offizielle Name der lateinischen Union in Spanisch ist Unión Latina, auf Französisch Union latine, auf Italienisch Unione Latina, auf Portugiesisch União Latina, auf Rumänisch Uniunea Latină und auf Katalanisch Unió Llatina.

#### Union für das Mittelmeer
Der damalige französische Staatspräsident Nicolas Sarkozy entwarf 2005 den Plan einer Mittelmeerunion, die jedem Anrainerstaat des Mittelmeeres exklusiv offenstand, beizutreten. Da Deutschland keine Mittelmeerküste besitzt und die Union weit über Europa hätte hinausreichen können, wäre Frankreichs Machtposition innerhalb der EU gestärkt worden.
Hierzu ein Auszug aus Ost und West. Nord und Süd. Der europäische Himmelsrichtungsstreit, herausgegeben am 12. Dezember 2012 vom
Rektor der Martin-Luther-Universität Halle-Wittenberg, Udo Sträter:
„Dass diese Gründung auch gegen Deutschland gerichtet war, wurde von den Architekten der Mittelmeerunion nicht verheimlicht. Henri Guaino, der Majordomus Nicolas Sarkozys sprach offen davon, dass Frankreich die Mittelmeerunion ‚contre les Allemands‘ durchsetzen wolle. Der Plan misslang. Angela Merkel legte ihr Veto ein, aus der Mittelmeerunion wurde eine Union für das Mittelmeer, [mit allen Mitgliedsstaaten der EU plus etwaige Mittelmeer-Anrainer] die unter die Aufsicht Brüssels und damit ins bürokratische Abseits gestellt und zur politischen Wirkungslosigkeit verdammt wurde. Die „Lateinische Option“ schien mit dem Ende der Mittelmeerunion endgültig ad acta gelegt – und erfuhr als Folge der Finanzkrise im südlichen Europa eine paradoxe Wiederbelebung. In der Krise formte sich der ‚Lateinische Block‘, der in Zeiten des allgemeinen europäischen Wohlbefindens ein vages Projekt geblieben war“

#### Agambens Essay
Am 15. März 2013 publizierte die italienische Tageszeitung La Repubblica unter dem Titel Se un impero latino prendesse forma nel’cuore d’Europa („Wenn sich ein lateinisches Reich im Herzen Europas formen würde“) ein Memorandum von Giorgio Agamben. Der italienische Philosoph Agamben empfiehlt darin die Relektüre der Abhandlung L’Empire latin („Das lateinische Reich“), verfasst von Kojève im Sommer 1945.
Am 24. März 2013 veröffentlichte dann die französische linksliberale Tageszeitung Libération Agambens Text durch Martin Rueff in freier französischer Übersetzung unter dem Titel Que l'Empire latin contre-attaque! („Das Lateinische Reich schlägt zurück!“). Ausgehend von der moralischen Pflicht der Grand Nation, eine politische Kehrtwende einzuleiten, thematisiert Agamben in seinem Papier unter der historischen Legitimation von Alexandre Kojèves Lateinischem Reich die berechtigte Kritik französischer Politiker an Deutschlands Führungsrolle in der Eurokrise. 
Thomas Assheuer, Redakteur der Zeitung Die Zeit schrieb dazu: „Deutschland, so muss man Agamben verstehen, ist der Fürst der europäischen Welt, und deshalb steht der Kontinent am Scheideweg. Entweder Europa schreibt seine Verfassung um und gründet ein“lateinisches Reich„unter Führung Frankreichs. Oder es zerfällt.“

#### Agamben international
In den deutschsprachigen Printmedien erschien unter anderem in der Zeitung Die Welt Wolf Lepenies’ Artikel über Agambens Vorstoß mit dem Titel Zeit für ein Lateinisches Reich – Frankreichs Linke träumen vom Bund mit Spanien und Italien gegen Deutschland. Denn schon am 24. März erschien Agambens Artikel in freier französischen Übersetzung unter dem Titel Que l’Empire latin contre-attaque! (zu dt. das Lateinische Reich schlägt zurück) in der Libération.
Mittlerweile ist die Abhandlung für das Nachrichtenportal Presseurop.eu in zehn Sprachen übersetzt worden:
- Deutsch: Ein „lateinisches Reich“ gegen die deutsche Übermacht
- Englisch: The “Latin Empire” should strike back
- Französisch: Un “Empire latin” contre l’hyperpuissance allemande
- Italienisch: L’Impero latino contro l’egemonia tedesca
- Niederländisch: Latijns imperium tegen Duitse dominantie
- Polnisch: Imperium łacińskie kontra niemieckie supermocarstwo
- Portugiesisch: Um Império latino contra a híper potência alemã
- Rumänisch: Un Imperiu latin împotriva supraputerii germane
- Spanisch: Un Imperio latino contra la hiperpotencia alemana
- Tschechisch: Latinské impérium proti německé supervelmoci